# Mark Sandman
Mark Sandman (Newton, Massachussetts, 24 de setembro de 1952 – Palestrina, Itália, 3 de julho de 1999) foi um músico dos Estados Unidos. Fundou a banda de blues Treat Her Right, que lançou três discos: Treat Her Right (1986), Tied To The Tracks (1989) e What's Good For You (1991). Também inovou ao criar, em 1989, a banda Morphine, que fazia uma fusão vitoriosa de rock e jazz. Formada apenas por baixo, sax e bateria, além da intervenção eventual de alguns outros instrumentos.
Sandman era conhecido por sua voz distinta e aveludada, era notório por seu temperamento com os meios de comunicação sobre a especulação de sua vida privada, bem como sobre o seu comportamento sombrio, carismático e misterioso, que o tornava um personagem imprevisível pessoalmente.
Era famoso por sua abordagem lacônica às perguntas.
Foi altamente considerado por muitos outros baixistas por seu estilo único "lento e turvo", com Les Claypool, Mike Watt e Josh Homme, todos citando Sandman como uma influência.

## Morte
Mark morreu no dia 3 de julho de 1999, durante uma apresentação no festival "Nel Name Del Rock" na cidade de Palestrina, Itália, vítima de um ataque cardíaco fulminante.
Sobre o amigo, Dana Colley, saxofonista do Morphine, assim falou:
| “ | "Mark era um homem abençoado, uma dessas pessoas que você encontra raramente na vida. Extremamente simpático, adorava compartilhar suas experiências e emoções com os amigos, com os fãs. Tinha uma bondade incrível e uma sabedoria que nunca mais vi em nenhuma outra pessoa. Sempre conseguia ver o lado positivo nos problemas, e, embora, muitos considerem nossa música como depressiva ou triste, pela sonoridade, as letras deles eram cheias de vida e otimistas." | ” |